# Champrond
Champrond est une commune française, située dans le département de la Sarthe en région Pays de la Loire, peuplée de 68 habitants.
La commune fait partie de la province historique du Perche.

## Géographie
Couvrant 598 hectares, le territoire de Champrond était le moins étendu du canton de Montmirail.
| Lamnay  | Montmirail | Montmirail |
| Lamnay  | Champrond  | Melleray   |
| Vibraye | Vibraye    | Vibraye    |

### Climat
Pour des articles plus généraux, voir Climat des Pays de la Loire et Climat de la Sarthe.
En 2010, le climat de la commune est de type climat océanique dégradé des plaines du Centre et du Nord, selon une étude du CNRS s'appuyant sur une série de données couvrant la période 1971-2000. En 2020, Météo-France publie une typologie des climats de la France métropolitaine dans laquelle la commune est exposée à un climat océanique altéré et est dans la région climatique  Moyenne vallée de la Loire, caractérisée par une bonne insolation (1 850 h/an) et un été peu pluvieux. 
Pour la période 1971-2000, la température annuelle moyenne est de 10,7 °C, avec une amplitude thermique annuelle de 14,6 °C. Le cumul annuel moyen de précipitations est de 716 mm, avec 11,8 jours de précipitations en janvier et 7,4 jours en juillet. Pour la période 1991-2020, la température moyenne annuelle observée sur la station météorologique de Météo-France la plus proche, sur la commune de Cormes à 11 km à vol d'oiseau, est de 11,4 °C et le cumul annuel moyen de précipitations est de 759,0 mm,. Pour l'avenir, les paramètres climatiques de la commune estimés pour 2050 selon différents scénarios d'émission de gaz à effet de serre sont consultables sur un site dédié publié par Météo-France en novembre 2022.

## Urbanisme

### Typologie
Au 1er janvier 2024, Champrond est catégorisée commune rurale à habitat très dispersé, selon la nouvelle grille communale de densité à sept niveaux définie par l'Insee en 2022.
Elle est située hors unité urbaine. Par ailleurs la commune fait partie de l'aire d'attraction de La Ferté-Bernard, dont elle est une commune de la couronne,. Cette aire, qui regroupe 37 communes, est catégorisée dans les aires de moins de 50 000 habitants,.

### Occupation des sols
L'occupation des sols de la commune, telle qu'elle ressort de la base de données européenne d’occupation biophysique des sols Corine Land Cover (CLC), est marquée par l'importance des territoires agricoles (99,5 % en 2018), une proportion identique à celle de 1990 (99,5 %). La répartition détaillée en 2018 est la suivante : 
prairies (53 %), terres arables (46,5 %), zones urbanisées (0,5 %). L'évolution de l’occupation des sols de la commune et de ses infrastructures peut être observée sur les différentes représentations cartographiques du territoire : la carte de Cassini (XVIIIe siècle), la carte d'état-major (1820-1866) et les cartes ou photos aériennes de l'IGN pour la période actuelle (1950 à aujourd'hui).

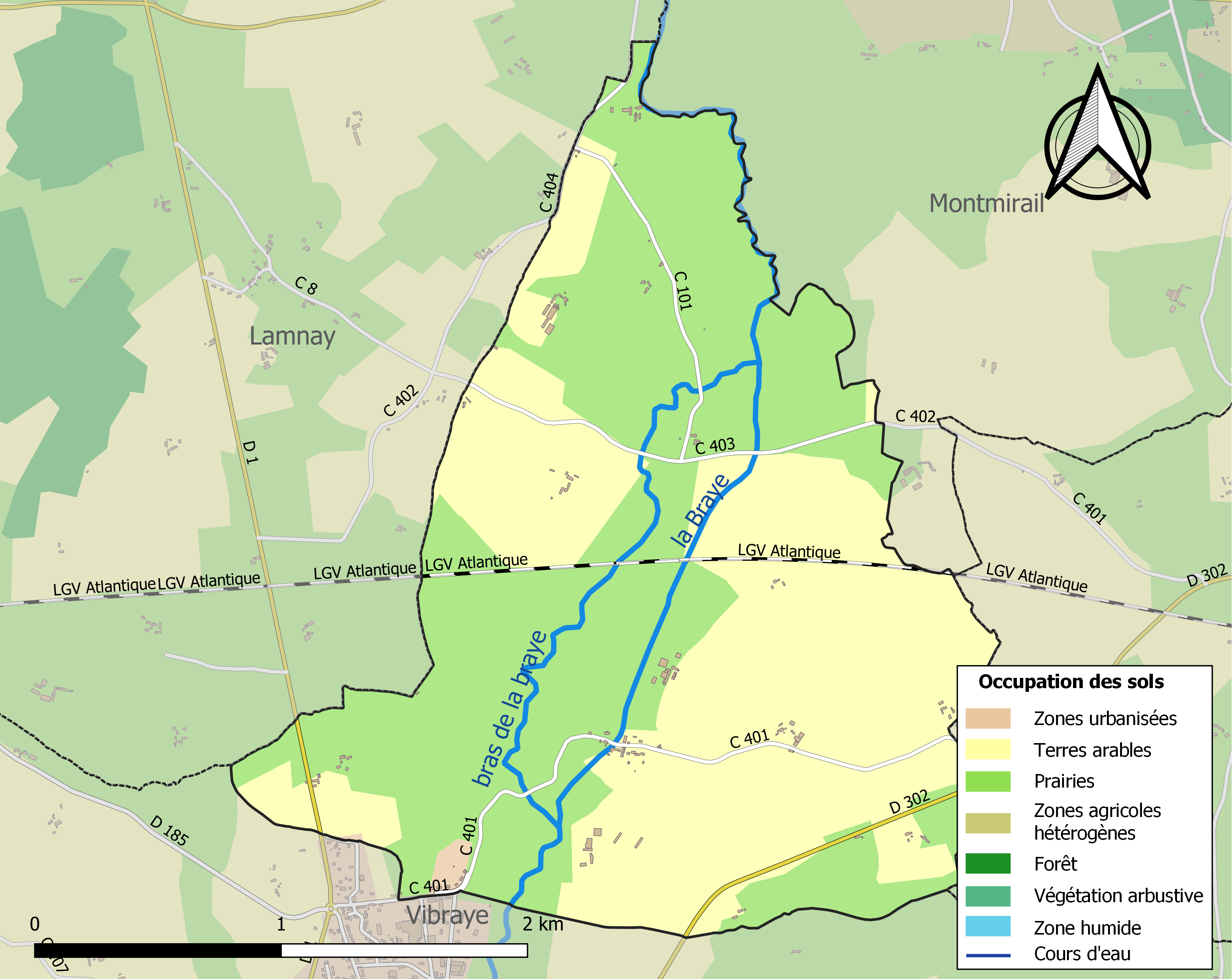
Carte des infrastructures et de l'occupation des sols de la commune en 2018 (CLC).

## Toponymie
Le gentilé est Champronais.

## Politique et administration
| Période                                  | Période   | Identité            | Étiquette | Qualité                               |
| ---------------------------------------- | --------- | ------------------- | --------- | ------------------------------------- |
| mars 1971                                | mars 2001 | Alexandre Virlouvet |           | Agriculteur                           |
| mars 2001                                | mars 2014 | Roger Pineau        | SE        | Agriculteur                           |
| mars 2014                                | En cours  | Dominique Couallier | SE-LREM   | Cadre dans l'industrie, puis retraité |
| Les données manquantes sont à compléter. |           |                     |           |                                       |

Le conseil municipal est composé de sept membres dont le maire et deux adjoints.

## Démographie
L'évolution du nombre d'habitants est connue à travers les recensements de la population effectués dans la commune depuis 1793. Pour les communes de moins de 10 000 habitants, une enquête de recensement portant sur toute la population est réalisée tous les cinq ans, les populations de référence des années intermédiaires étant quant à elles estimées par interpolation ou extrapolation. Pour la commune, le premier recensement exhaustif entrant dans le cadre du nouveau dispositif a été réalisé en 2004.
En 2022, la commune comptait 68 habitants, en stagnation par rapport à 2016 (Sarthe : −0,25 %, France hors Mayotte : +2,11 %).
Champrond a compté jusqu'à 202 habitants en 1821. Au recensement 2009, elle était la commune la moins peuplée du canton de Montmirail.
| 1793 | 1800 | 1806 | 1821 | 1831 | 1836 | 1841 | 1846 | 1851 |
| ---- | ---- | ---- | ---- | ---- | ---- | ---- | ---- | ---- |
| 168  | 127  | 188  | 202  | 192  | 167  | 185  | 171  | 165  |

| 1856 | 1861 | 1866 | 1872 | 1876 | 1881 | 1886 | 1891 | 1896 |
| ---- | ---- | ---- | ---- | ---- | ---- | ---- | ---- | ---- |
| 192  | 182  | 187  | 185  | 177  | 187  | 191  | 186  | 195  |

| 1901 | 1906 | 1911 | 1921 | 1926 | 1931 | 1936 | 1946 | 1954 |
| ---- | ---- | ---- | ---- | ---- | ---- | ---- | ---- | ---- |
| 180  | 170  | 179  | 120  | 119  | 125  | 117  | 122  | 116  |

| 1962 | 1968 | 1975 | 1982 | 1990 | 1999 | 2004 | 2006 | 2009 |
| ---- | ---- | ---- | ---- | ---- | ---- | ---- | ---- | ---- |
| 89   | 93   | 80   | 59   | 65   | 100  | 114  | 113  | 85   |

| 2014 | 2019 | 2022 | - | - | - | - | - | - |
| ---- | ---- | ---- | - | - | - | - | - | - |
| 70   | 72   | 68   | - | - | - | - | - | - |

## Patrimoine et lieux touristiques

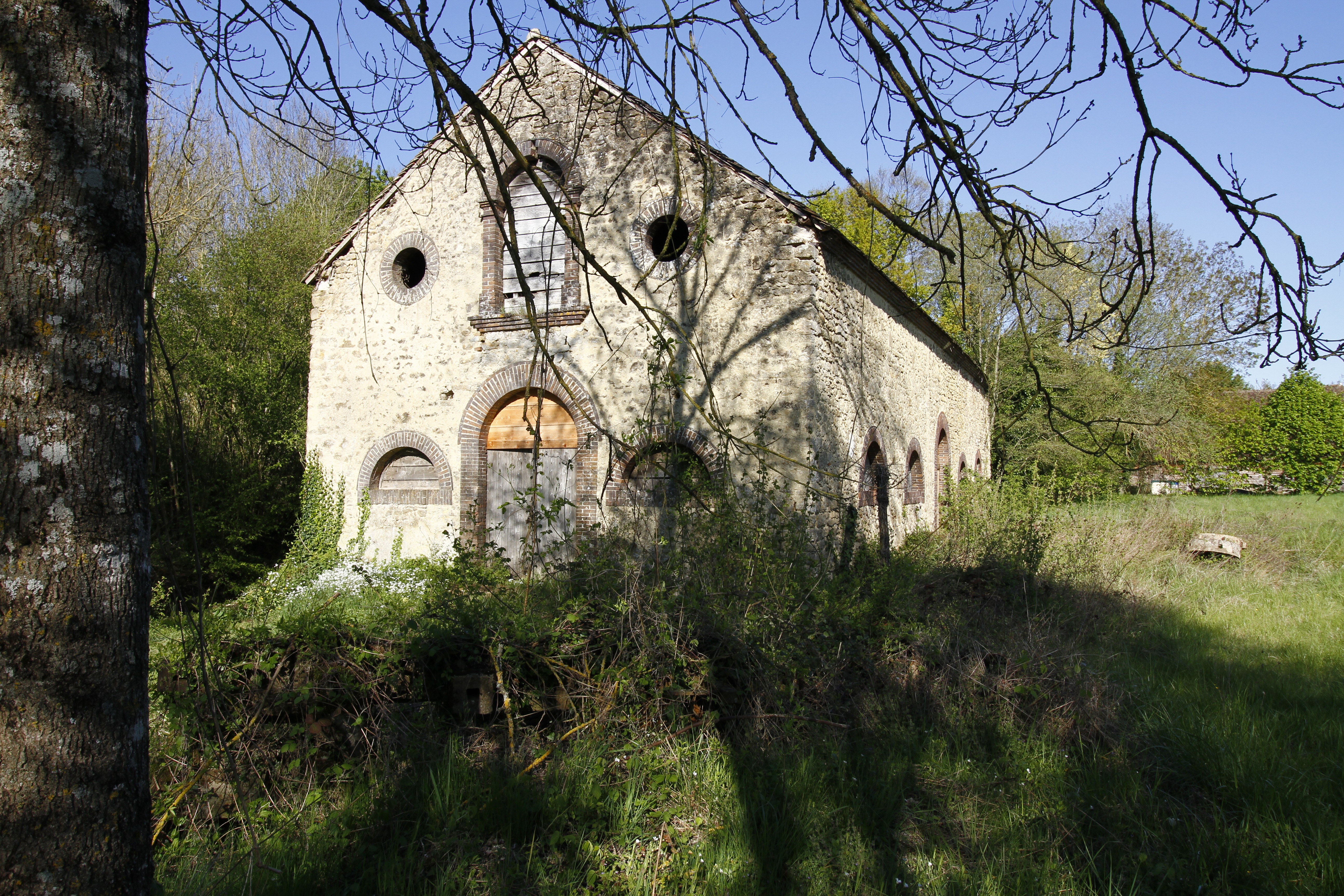
Les forges de Cormorin.

L'ancien presbytère et le site des anciennes forges qui sont en partie détruites : la maison du maître de forges du XVIIe siècle, le bâtiment de la fenderie avec sa roue, et les anciennes halles de stockage subsistent toutefois.

## Personnalités liées
- Jean-Baptiste Thiers (1636-1703), ecclésiastique et théologien, curé de Champrond.
- Narcisse Henri François Desportes (1776 à Champrond - 1856), botaniste et bibliographe.